# Gare de Pontevedra
Ne doit pas être confondu avec Gare de Pontevedra-Universidad.
La gare de Pontevedra est une gare ferroviaire située dans la ville espagnole de Pontevedra dans la communauté autonome de Galice. Elle dispose de services longue distance exploités par Renfe. Elle propose également des services Avant commercialisés sous le nom de Media Distancia et des services de proximité régionaux Media Distancia. Elle assure aussi des fonctions logistiques.
Elle a vu passer 1 024 500 passagers au cours de l'année 2022. En 2021, Pontevedra fait partie des quinze gares espagnoles disposant d'un service de connexion Internet Wi-Fi gratuit.

## Situation ferroviaire
La gare est établie à 31 mètres d'altitude et fait partie des lignes ferroviaires suivantes :
- Ligne ferroviaire Redondela-Saint-Jacques-de-Compostelle, point kilométrique 18,00[4].
- Ligne ferroviaire Pontevedra-Marín. Cette ligne relie Pontevedra au port de Marín-Pontevedra[5].

## Histoire
C'est en 1863 que la société Ferrocarril Compostelano de la Infanta Doña Isabel a été créée dans le but de relier  Saint-Jacques-de-Compostelle à Carril-Villagarcía de Arosa. Cette société a été vendue en 1866 à The West Galicia Railway Company Limited (WGR), une société britannique qui a mis en service ce tronçon le 15 septembre 1873 après onze ans de travaux. Ce n'est que le 21 mars 1889 qu'on a mis en service un autre tronçon de 42 kilomètres qui a permis de prolonger la ligne depuis Carril-Villagarcía de Arousa jusqu'à Pontevedra.
Le 16 mai 1884, le premier train est arrivé à Pontevedra, lors d'un voyage d'essai depuis Redondela. Ce fut l'étape précédant le voyage d'inauguration de la ligne Pontevedra-Redondela du 30 juin de la même année. En 1886 la société Ferrocarriles de Medina del Campo a Zamora et de Orense a Vigo (généralement abrégée en MZOV) avait achevé le tracé de la ligne ferroviaire reliant Monforte de Lemos à Vigo qui devait être prolongée jusqu'au Portugal. Cette ligne avait une connexion de Redondela à la nouvelle gare de Pontevedra (un tronçon de 18,95 kilomètres), qui avait été inaugurée le 30 juin 1884 dans le quartier Campolongo, sur un terrain correspondant à une partie de l'actuelle place de Galice,.

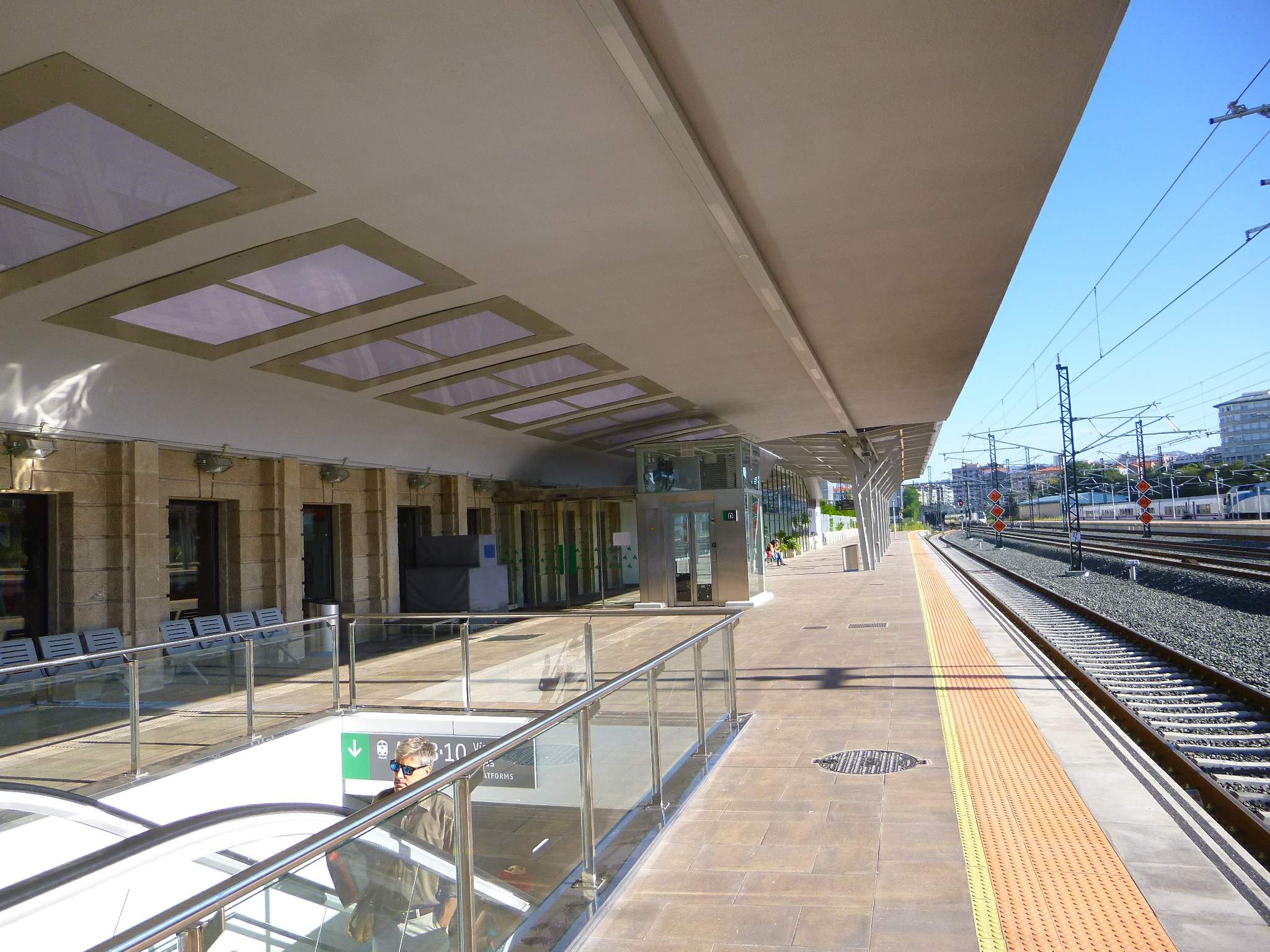
Quais

Le 9 septembre 1928, la MZOV a pris le contrôle de The West Galicia Railway Company Limited. Pourtant, cette situation n'a duré qu'un an après que la première ait été absorbée par la Compañía Nacional de los Ferrocarriles del Oeste. En 1941, cette société a été nationalisée et intégrée à la nouvelle Renfe, qui a géré la station jusqu'à la séparation de Renfe en Adif et Renfe Operadora le 31 décembre 2004.
En 1966, l'ancienne gare ferroviaire de la place de Galice a été désaffectée après la construction de la nouvelle gare de Pontevedra dans le quartier Gorgullón, qui a été inaugurée le 8 août 1966.
Le 30 novembre 2000, le centre commercial Vialia a été inauguré, en annexe de la gare, où se trouvent 8 salles de cinéma de 1488 places. Il s'agit du premier centre commercial Vialia en Galice,.

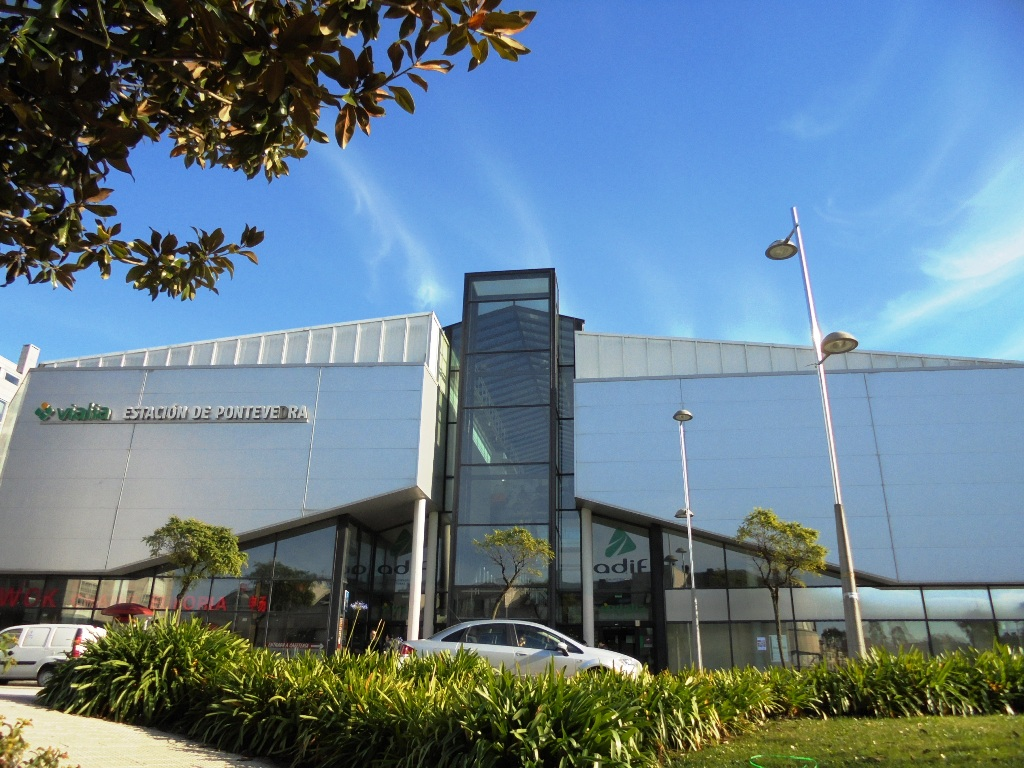
Entrée principale du centre commercial Vialia de Pontevedra.

En septembre 2000, les travaux de l'embranchement de Pontevedra vers le port de Marín-Pontevedra ont commencé. Le 10 juillet 2002, cette ligne de fret de 6,487 kilomètres a été inaugurée,.
En 2007 et 2008, les travaux des tronçons reliant la ville à la ligne atlantique à grande vitesse ont été attribués. Ils permettent la réalisation de liaisons à grande vitesse depuis et vers Pontevedra.
Entre 2013 et 2015, la gare de Pontevedra a fait l'objet d'une rénovation complète des installations ferroviaires, avec la démolition de tous les quais et voies, la construction de 3 nouveaux quais et de nouvelles voies avec deux voies centrales traversantes et 5 voies avec quais. Un grand passage souterrain a été construit pour remplacer l'ancien passage, qui a été transformé en galerie de service. Des ascenseurs ont été installés sur les trois quais et une pré-installation a été faite pour 6 escalators, pour finalement n'en installer que deux, pour les 2 quais les plus utilisés.

## Service des voyageurs

### Accueil
Le bâtiment voyageurs de la gare de Pontevedra est une structure à deux étages, de forme allongée et rectangulaire, revêtue de pierre et ornée à son entrée principale d'un large arc protégé par un fronton triangulaire. Le bâtiment construit en granit, présente une façade principale de 72 mètres de long, composée de trois corps comprenant deux étages. Le corps central nettement différencié des côtés sert d'accès aux voyageurs. Le rez-de-chaussée est complété par des arcades. Un auvent en béton armé en forme d'avant-toit couvre les quais de la gare. Le bâtiment a été conçu en avril 1943 par les ingénieurs civils José Luis Tovar Bisbal et Eugenio de La Sal Crespo. Il a été inauguré le 8 août 1966, se situant au sud-est de la ville près de la rivière Gafos, là où la gare a été transférée  pour remplacer l'ancienne gare centrale du quartier Campolongo.
Le bâtiment voyageurs est équipé d'automates pour l'achat de billets et d'une salle d'attente. La gare comporte trois quais couverts, le quai principal à côté du bâtiment voyageurs et deux quais latéraux avec cinq voies. Entre le quai principal et les deux quais latéraux se trouvent deux voies centrales de passage. Les changements de quai se font grâce à un passage souterrain avec des escalators et des ascenseurs.
La gare dispose d'une billetterie, d'un service clients, de toilettes et d'une cafétéria. L'ensemble de l'espace est adapté aux personnes handicapées. À l'extérieur, il y a plusieurs aires de stationnement et une station de taxis.
La gare est également équipée d'une zone commerciale exploitée par Adif sous le nom de Vialia, qui dispose de boutiques de souvenirs, de services, de loisirs et de restaurants.

### Desserte

#### Trains grandes lignes
Les trains grandes lignes desservant Pontevedra assurent essentiellement des liaisons de type Alvia avec Madrid et Alicante. La liaison avec Madrid est également assurée par un train de nuit Trenhotel.

Réseau des chemins de fer et gares en Espagne

| Service | Ligne | Caractéristiques |
| ------- | --- | --- |
| Alvia   | Madrid Chamartín- Segovia-Guiomar - Medina del Campo AV - Zamora - Sanabria AV - A Gudiña-Porta de Galicia - Ourense - Saint-Jacques-de-Compostelle - Vilagarcía de Arousa - Pontevedra | Via LGV Madrid Chamartín-Ourense - 3/4 trains par jour dans chaque direction - Changement d'écartement à Taboadela (Ourense) |

#### Liaisons régionales
Renfe assure un nombre élevé de liaisons Media Distancia avec Vigo, Saint-Jacques-de-Compostelle et La Corogne en Galice.
| Lignes | Trajet                   | Villes desservies                                                    |
| ------ | ------------------------ | -------------------------------------------------------------------- |
| 1      | La Corogne - Vigo Guixar | La Corogne - Saint-Jacques-de-Compostelle - Pontevedra - Vigo-Guixar |

| Service | Ligne | Caractéristiques                      |
| ------- | --- | ------------------------------------- |
| Avant   | La Corogne - Saint-Jacques-de-Compostelle - Vilagarcía de Arousa - Pontevedra - Redondela AV - Vigo-Urzáiz | via Ligne Atlantique à Grande Vitesse |

Les trains Avant assurent des liaisons avec Vigo-Urzáiz en 14 minutes, Saint-Jacques-de-Compostelle en 30 minutes et La Corogne en 60 minutes.

### Intermodalité
La gare routière est située à côté de la gare ferroviaire de Pontevedra. La liaison entre les deux gares se fait par une voie piétonne directe et un abri couvert, complétés par une place d'accès pour les piétons devant la gare routière.
Un parking de surface et un parking souterrain sont aménagés à ses abords. La gare est desservie par des bus urbains (lignes 1 et 2) ; l'arrêt est situé en face de la gare.

## Service des marchandises
Cette gare est ouverte au service du fret, notamment pour les marchandises en provenance ou à destination du port de Marín-Pontevedra.

## Galerie

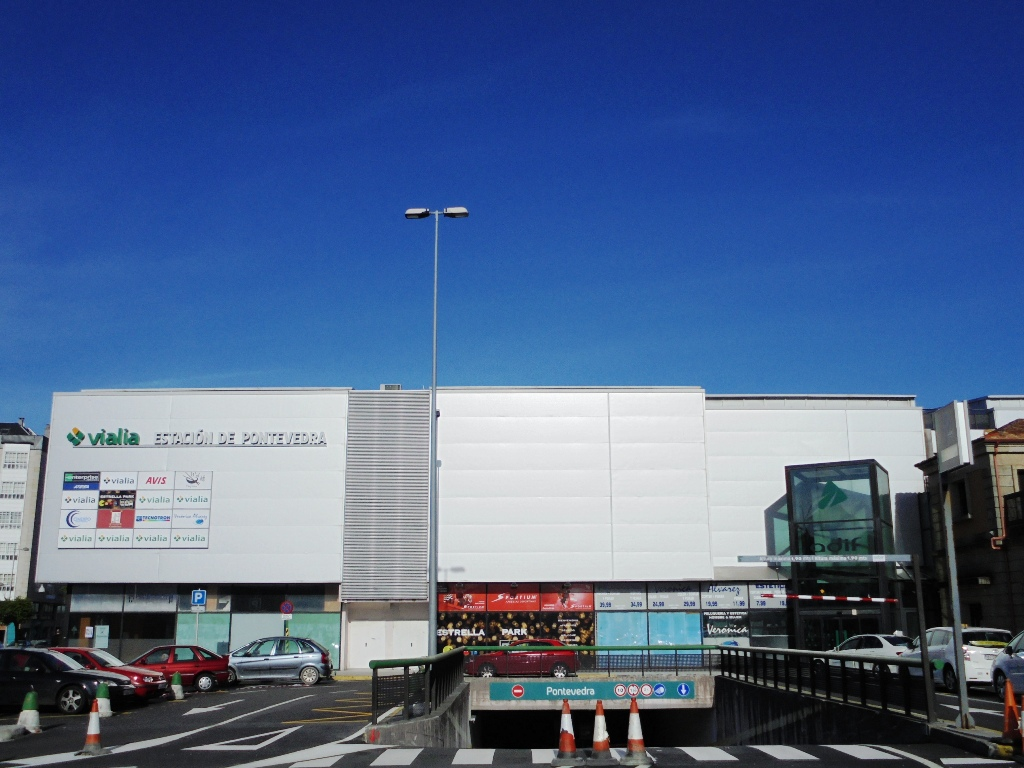
Gare de Pontevedra avec son centre commercial Vialia.
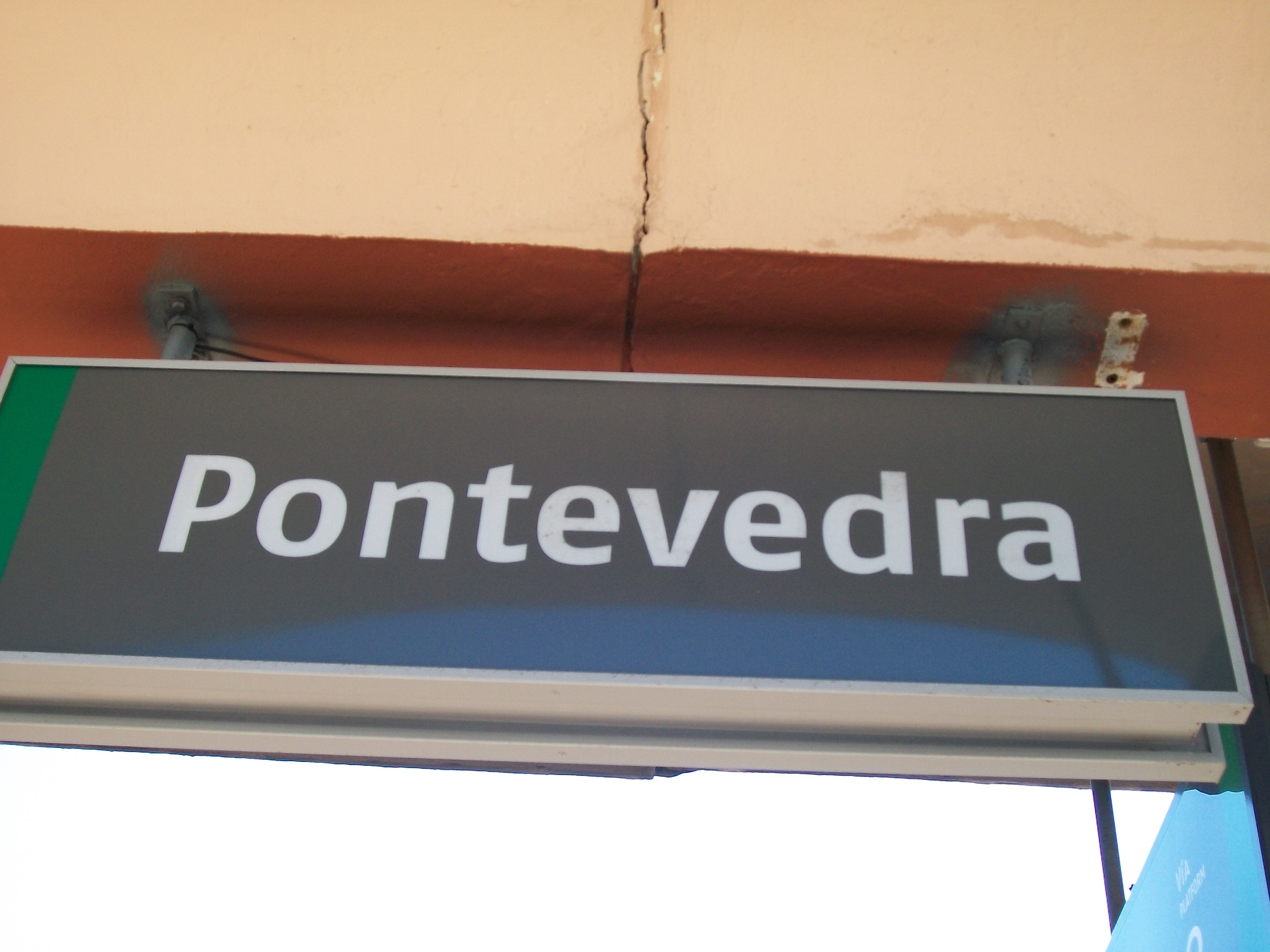
Panneau de gare.
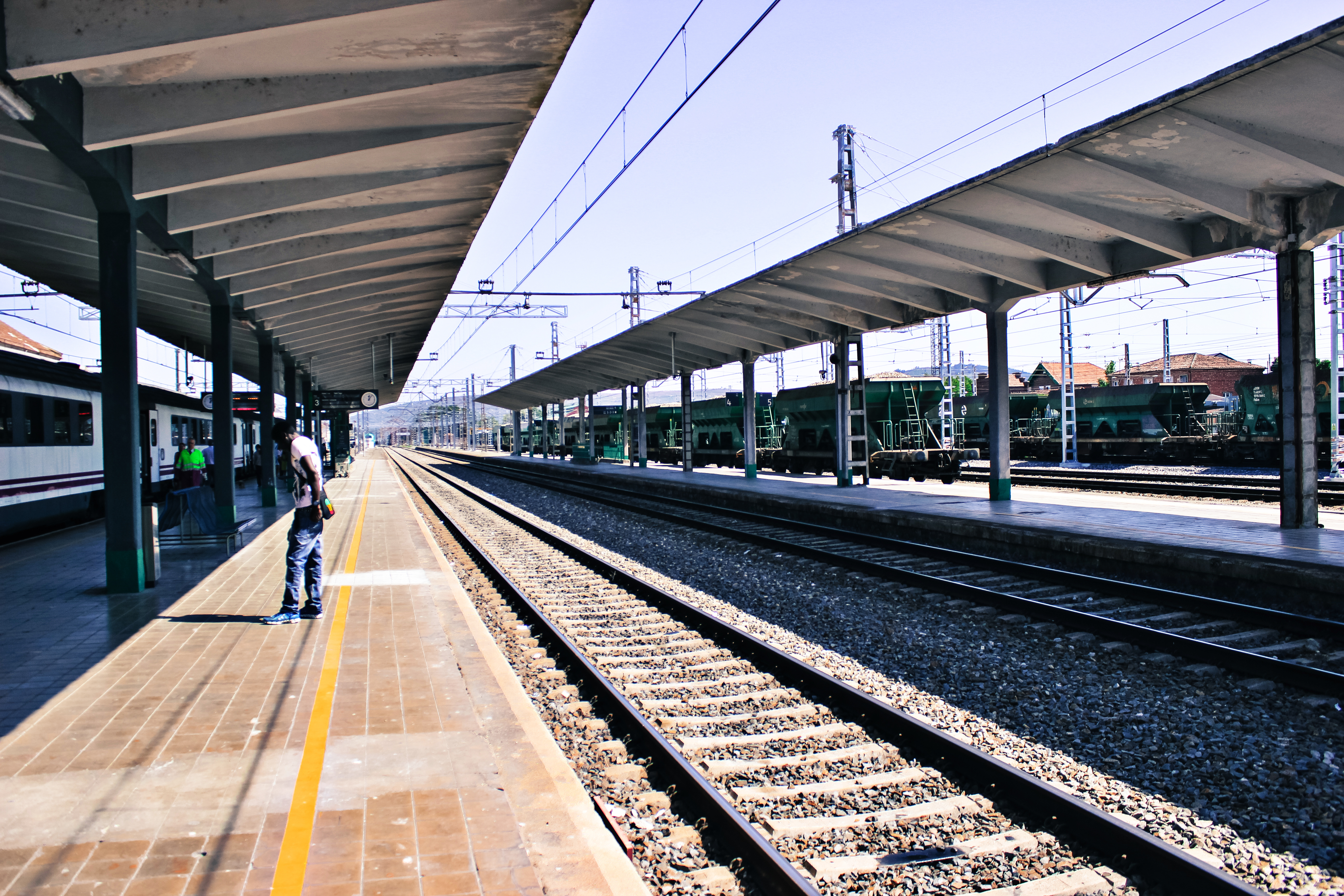
Quais centraux.
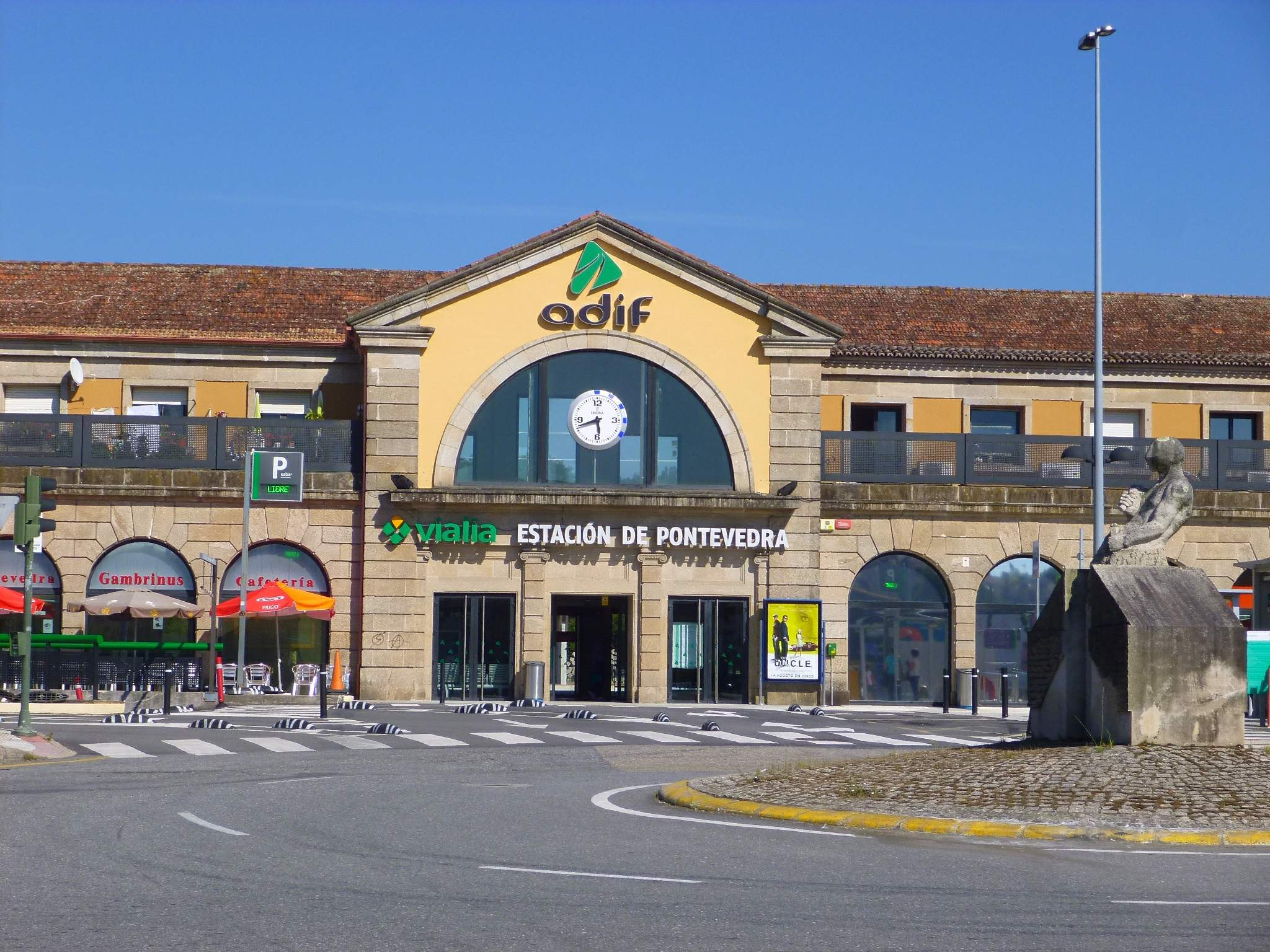
Façade du bâtiment voyageurs.
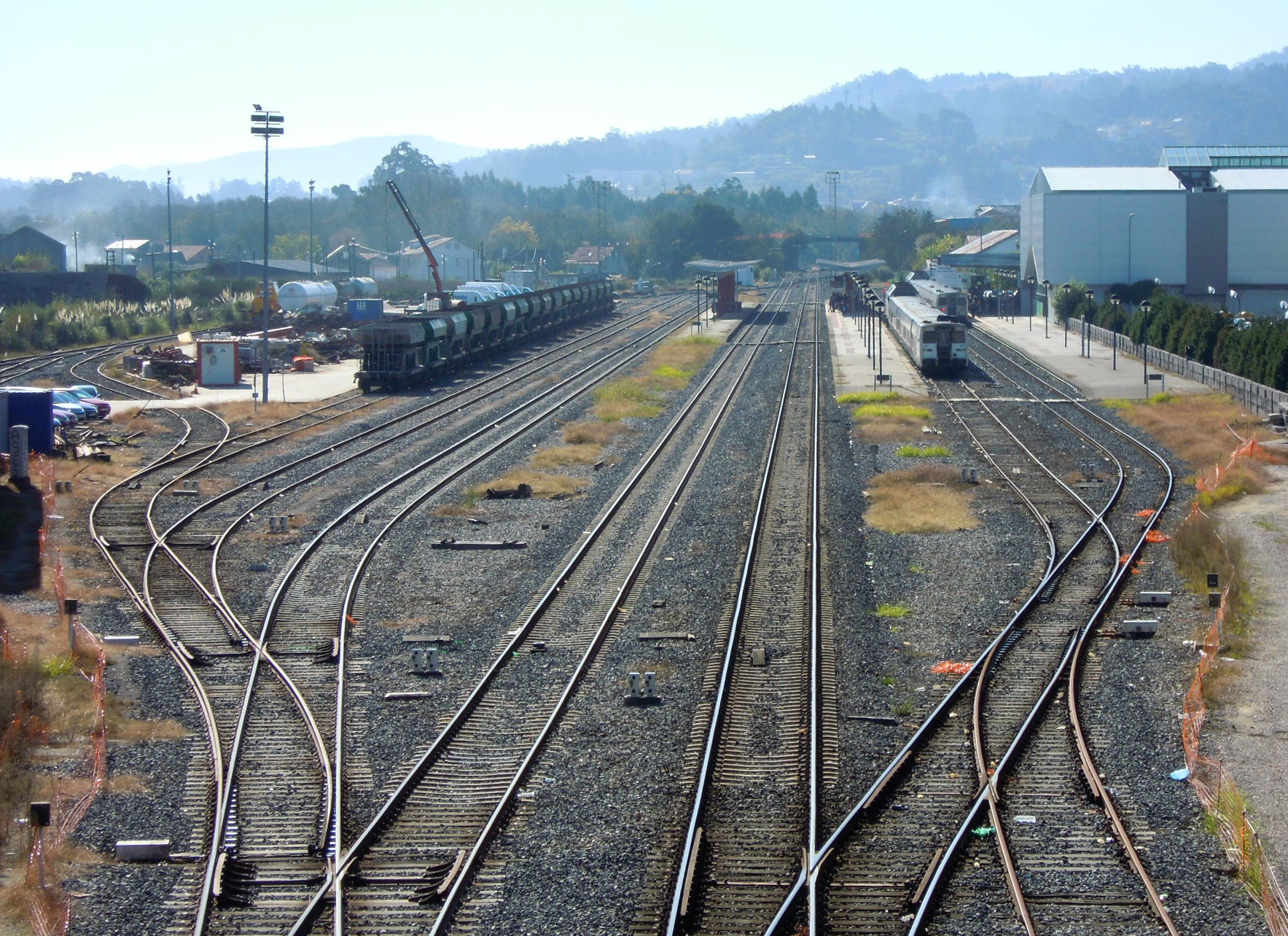
Voies de la gare.

## Voir également